# Mikkelborg (Kokkedal Sogn)
 For alternative betydninger, se Mikkelborg. (Se også artikler, som begynder med Mikkelborg)
Mikkelborg er en bebyggelse i Kokkedal Sogn. Den ligger ved Strandvejen nær Øresund nordøst for Kokkedal.
Først efter kommunalreformen i 1970 er Mikkelborg blevet opslugt[kilde mangler] af byudviklingen i tilknytning til Kokkedal.[kilde mangler]

## Tidlig historie
I 1682 bestod Mikkelborg af 1 gård og 2 huse. Det samlede dyrkede areal udgjorde 8,1 tønder land skyldsat til 2,82 tønder hartkorn. Fra Mikkelborg blev der drevet ålefiskeri, reguleret ved fiskestader. Det såkaldte Mikkelborg Stade var på 3.680 alen (2.311 meter). Det blev sammen med Sophienberg stade i 1856 solgt for 50 rigsdaler.

## Naturfredning
Staten langs denne del af Øresundskysten i mange år har opkøbt store villaer for at skabe bedre forhold for gæsterne på denne kyststrækning. 8 hektar blev fredet i 1999 for at sikre en offentlig strandpark i Mikkelborgområdet, og det karakteristiske strandvejsmiljø skal bevares og forbedres.